# Championnats du monde de pentathlon moderne 1970
Navigation
Édition précédente Édition suivante
Les championnats du monde de pentathlon moderne 1970, dix-septième édition des championnats du monde de pentathlon moderne, ont eu lieu en 1970 à Warendorf, en Allemagne de l'Ouest.

## Médaillés
| Épreuves    | Or                                           | Argent                                                               | Bronze                                                       |
| ----------- | -------------------------------------------- | -------------------------------------------------------------------- | ------------------------------------------------------------ |
| Individuel  | Peter Kelemen (HUN)                          | András Balczó (HUN)                                                  | Boris Onishchenko (URS)                                      |
| Par équipes | Hongrie Pál Bakó Peter Kelemen András Balczó | Union soviétique Stasys Šaparnis Vyacheslav Byelov Boris Onishchenko | Allemagne de l'Ouest Walter Esser Elmar Frings Karsten Reder |